# Данза
Данза (ісп. Danza) — музичний жанр, який виник у Понсе, місті в південному Пуерто-Рико.

## Опис
Це популярний жанр бального танцю кінця 20 століття, який дещо схожий на вальс. І данза і її двоюрідна сестра, контраданза, є послідовними танцями, які виконуються за моделлю, як правило, з квадратів, під інструментальну музику. Ні контраданза, ні данза не були пісенними жанрами; їх можна протиставити, наприклад, хабанері, яка була пісенним жанром.
Існують деякі суперечки щодо того, чи танець данзи в якомусь сенсі відрізнявся від контраданзи, чи використовувався просто для того, щоб спростити довгу назву. Протягом першої половини 19 століття танець і його музика стали більш креолізованими. Музика і танець є креолізованими, тому що композитори свідомо намагалися інтегрувати африканські і європейські ідеї, оскільки багато з людей самі були креолами, тобто народилися в країнах Карибського басейну; їх острови визнали справжньою і єдиною батьківщиною.
Відомими композиторами у стилі данза є Мануель Грегоріо Таварес, якого називають «Батьком пуерто-риканської данзи», і Хуан Морель Кампос, які, на думку багатьох, підняли жанр до найвищого рівня. Іншими композиторами є кубинець Ігнасіо Сервантес і Жан Джерард Палм.

## Данза в Пуерто-Рико
Данза є формою музики, яка може змінюватися у своєму вираженні. Пуерто-риканський національний гімн, Ля Борінкуена, спочатку був данзою, але згодом був змінений, щоб відповідати стилю, який більше схожий на гімн. Данзи можуть бути як романтичними так і святковими.